# De skoningslösa
De skoningslösa (engelska Unforgiven) är en amerikansk westernfilm från 1992 i regi och produktion av Clint Eastwood med bland andra Clint Eastwood och Gene Hackman i huvudrollerna. Filmen hade sverigepremiär den 11 september 1992.

## Handling
En grupp prostituerade på en bordell i Big Whiskey, Wyoming, erbjuder en belöning på 1 000 dollar till den som dödar de två cowboyer som våldtog och vanställde den prostituerade Delilah. Den lokale sheriffen Little Bill Daggert, en före detta revolverman, blir upprörd när han får höra om erbjudandet, då han inte tillåter några vapen eller mord i sin stad.
I Kansas söker den unge och arrogante Schofield Kid upp William Munny på dennes gård för att rekrytera honom för att döda de två cowboyerna. Munny var i sin ungdom en ökänd bandit, men är nu gammal, änkeman och har två barn att ta hand om. Efter lite betänketid bestämmer sig dock Munny för att följa med, och frågar sin tidigare partner Ned Logan om han också vill följa med. Logan går motvilligt med på att lämna sin hustru för uppdraget.
I full storm anländer Munny, Logan och Kid till Big Whiskey och beger sig direkt till bordellen. Munny, som har svår feber, stannar ensam i saloonen när Little Bill konfronterar honom. Munny uppger falskt namn och säger till Little Bill att han är obeväpnad. Little Bill söker igenom Munny, och när han upptäcker att hans pistol är gömd under rocken sparkar han ut Munny på gatan och säger till honom att lämna staden med sina vänner.

## Medverkande
- Clint Eastwood – William "Will" Munny
- Gene Hackman – "Little" Bill Daggett
- Morgan Freeman – Ned Logan
- Richard Harris – English Bob
- Jaimz Woolvett – The Schofield Kid
- Saul Rubinek – W. W. Beauchamp
- Frances Fisher – Strawberry Alice
- Anna Levine – Delilah Fitzgerald
- Rob Campbell – Davey Bunting
- Anthony James – Skinny Dubois
- Liisa Repo-Martell – Faith
- Shane Meier – William Munny Jr.
- David Mucci – Quick Mike
- Tara Frederick – Little Sue
- Beverley Elliott – Silky
- Josie Smith – Crow Creek Kate

## Produktion och mottagande
Filmen är en så kallad revisionistisk western där de klassiska westernfilmernas ideal ställs på huvudet till förmån för en skildring av Vilda Västern som en oglamorös plats där våldet är brutalt och långt ifrån nobelt. De skoningslösa vann fyra Oscarstatyetter, bland annat för bästa film. Gene Hackman vann Oscar för bästa manliga biroll, Eastwood för bästa regi och Joel Cox för bästa klippning.
De skoningslösa är inspelad i Brooks, Calgary, Drumheller, High River och Longview i Alberta samt i Sonora, Kalifornien.

## Utmärkelser
| Utmärkelse         | Kategori                 | Mottagare              | Resultat  |
| ------------------ | ------------------------ | ---------------------- | --------- |
| Oscar              | Bästa film               | Clint Eastwood         | Vann      |
| Oscar              | Bästa regi               | Clint Eastwood         | Vann      |
| Oscar              | Bästa manliga biroll     | Gene Hackman           | Vann      |
| Oscar              | Bästa klippning          | Joel Cox               | Vann      |
| Oscar              | Bästa manliga huvudroll  | Clint Eastwood         | Nominerad |
| Oscar              | Bästa originalmanus      | David Webb Peoples     | Nominerad |
| Oscar              | Bästa foto               | Jack N. Green          | Nominerad |
| Oscar              | Bästa ljud               | Les Fresholtz          | Nominerad |
| Oscar              | Bästa ljud               | Vern Poore             | Nominerad |
| Oscar              | Bästa ljud               | Dick Alexander         | Nominerad |
| Oscar              | Bästa ljud               | Rob Young              | Nominerad |
| Oscar              | Bästa scenografi         | Henry Bumstead         | Nominerad |
| Oscar              | Bästa scenografi         | Janice Blackie-Goodine | Nominerad |
| BAFTA Award        | Best Supporting Actor    | Gene Hackman           | Vann      |
| BAFTA Award        | Best Film                | Clint Eastwood         | Nominerad |
| BAFTA Award        | Best Direction           | Clint Eastwood         | Nominerad |
| BAFTA Award        | Best Original Screenplay | David Webb Peoples     | Nominerad |
| BAFTA Award        | Best Sound               | Les Fresholtz          | Nominerad |
| BAFTA Award        | Best Sound               | Vern Poore             | Nominerad |
| BAFTA Award        | Best Sound               | Dick Alexander         | Nominerad |
| BAFTA Award        | Best Sound               | Rob Young              | Nominerad |
| Golden Globe Award | Best Director            | Clint Eastwood         | Vann      |
| Golden Globe Award | Best Supporting Actor    | Gene Hackman           | Vann      |
| Golden Globe Award | Bästa film - drama       | Clint Eastwood         | Nominerad |
| Golden Globe Award | Best Screenplay          | David Webb Peoples     | Nominerad |